# Уша (Молодечненский район)
Уша (бел. Уша́) — деревня в Молодечненском районе Минской области Беларуси. Входит в состав Красненского сельсовета.

## География
Расположена в 25 км на юго-восток от Молодечно, 53 км от Минска. Рядом пролегают железная дорога, автомобильная дорога Н-9122.
Ближайшие населённые пункты Бояры, Олехновичи и др.

### Гидрография
На реке Уша (приток Вилии).

## История
В 1720 году упоминается как деревня в составе имения Дуброво в Минском воеводстве ВКЛ. В XVIII веке деревня, шляхетская собственность в Минском воеводстве Великого Княжества Литовского. В 1782 году центр одноименного имения, владение З. Гужинского. Имелись часовня, бровар.
После второго раздела Речи Посполитой (1793) в Российской империи. В 1800 году деревня, 20 дворов, 208 жителей и 3 жителя окрестной шляхты, собственность А. Свентаржицкого, в Вилейском уезде Минской губернии. Действовала деревянная Ильинская православная церковь. В 1897 году деревня (40 дворов, 248 жителей, церковь), железнодорожная станция (3 двора, 54 жителя, буфет), 3 имения (126 жителей), фольварк (1 двор, 11 жителей), в Красносельской волости Вилейского уезда Виленской губернии. В 1904 году начала действовать школа грамоты.
Советская власть провозглашена в ноябре 1917 года. С февраля по декабрь 1918 года под германской оккупацией. 25 марта 1918 года территория провозглашалась частью Белорусской Народной Республики. С декабря 1918 года восстановлена советская власть, с 1 января 1919 года территория в составе БССР, с 27 февраля 1919 года — в ЛитБел ССР. Во время польско-советской войны с июля 1919 года по июль 1920 года и с октября 1920 года занята польскими войсками.
С 1921 года деревня, фольварки и застенок в составе Польской Республики, принадлежали к Виленскому воеводству, Вилейскому повету, гмине Красное.
С 1939 года в БССР, с 12 октября 1940 года центр Ушавского сельсовета Радошковичского района Вилейской области. С конца июня 1941 года до начала июля 1944 года оккупирована нацистами. С 20 сентября 1944 года в Молодечненской области. С 20 января 1960 года в Молодечненском районе Минской области. С 16 октября 1964 года в составе Олехновичского сельсовета.

## Население

### Численность
- 2019 год — 128 жителей

### Динамика
- 1782 год — 65 жителей, 11 дворов
- 1866 год — 174 жителей, 15 дворов
- 1921 год — 303 жителей, 52 дворов[5]
- 1931 год — 334 жителей, 59 дворов[6]
- 1999 год — 262 жителей (перепись населения)
- 2001 год — 237 жителей, 122 хозяйства
- 2009 год — 167 жителей (перепись населения)[7]
- 2010 год — 174 жителей, 83 хозяйства
- 2019 год — 128 жителей (перепись населения)